# 1688 en philosophie
Chronologie de la philosophie
- 1684
- 1685
- 1686
- 1687
- 1688
- 1689
- 1690
- 1691
- 1692

L’année 1688 a été marquée, en philosophie, par les événements suivants :

## Publications
- Fénelon :  
  - Réfutation du système du père Malebranche sur la nature et la grâce;
  - Traité du ministère des pasteurs.

- Gottfried Wilhelm Leibniz :  Discours touchant la méthode de la certitude et l’art d’inventer pour finir les disputes et faire en peu de temps de grands progrès (1688-1690).

- Nicolas Malebranche : Entretiens sur la métaphysique, sur la religion et sur la mort (1688)

- John Norris (philosophe) publie : La Théorie et les lois de l'amour.

- Elena Cornaro Piscopia : * Helenae Lucretiae Corneliae Piscopiae opera quae quidem haberi potuerunt, Parmae, Rosati, 1688.

- Jakob Thomasius : Instituniones Jurisprudentae Divinae.

## Naissances
- 29 janvier à Stockholm : Emanuel Swedenborg[1], mort le 29 mars 1772 à Londres, est un scientifique, théologien et philosophe suédois du XVIIIe siècle. Son nom originel Emanuel Svedberg (ou Swedberg) est devenu officiellement Swedenborg après son anoblissement[2].

## Décès
- 26 juin : Ralph Cudworth (né en 1617 à Aller), philosophe anglais, est un membre de l'école des Platoniciens de Cambridge. Il est en particulier connu pour être l'auteur en langue anglaise du néologisme consciousness, qui sera repris par Locke (1632-1704) et traduit en français par conscience.

- 22 septembre 1688 à Paris : François Bernier, né le 25 septembre 1620 à Joué, est un voyageur, médecin et philosophe épicurien français.